# Station Trondheim Kalvskinnet
Station Trondheim Kalvskinnet  was het eerste spoorwegstation in de Noorse stad Trondheim. Het deed dienst tussen 1864 en 1884. Na de opening van Trondheim S werd het buiten dienst gesteld. Het gebouw, ontworpen door Georg Andreas Bull, is sinds 1997 deels in gebruik als Joods museum.

## Geschiedenis

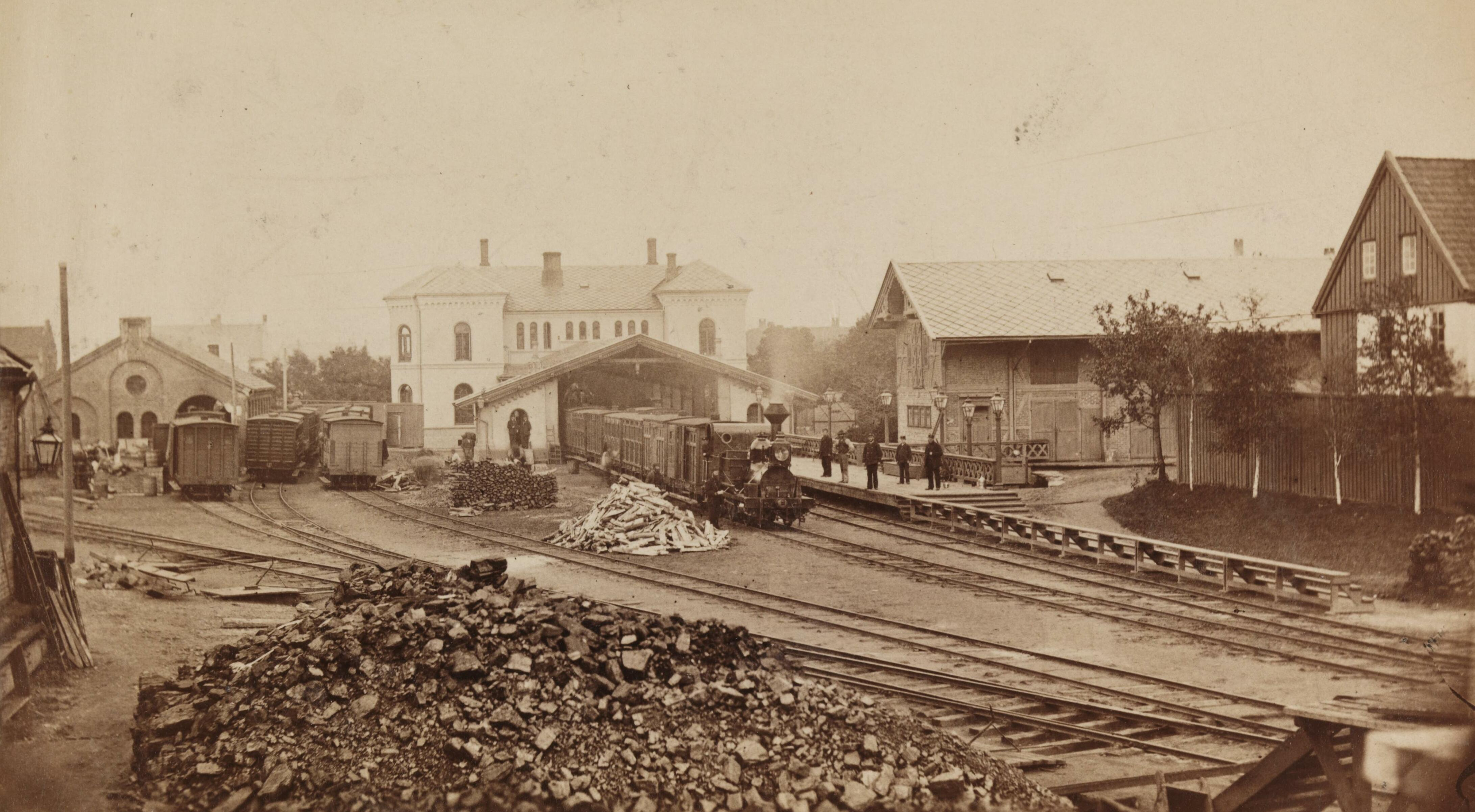
Het station in 1883

Het station werd gebouwd als eindstation van de lijn tussen Trondheim en Støren, de eerste spoorlijn in Trondheim. Bij de aanleg van de lijn van Meråkerbanen in 1884 werd Trondheim S het nieuwe station. Ook de lijn naar Støren werd doorgetrokken naar het nieuwe station.
Het oude stationsgebouw bleef bewaard. Het heeft sindsdien verschillende functies gehad. In 1925 werd het de synagoge van Trondheim. Sinds 1997 is het deels in gebruik als Joods museum. Het gebouw is in 2000 gerenoveerd en doet sinds 2001 ook weer dienst als synagoge.